# Vandrerliv
|  | Denne artikel er oprettet af botten Steenthbot ud fra en ekstern database. Den kan derfor have sproglige fejl eller mangler. Denne skabelon kan fjernes efter kontrol af indholdet. |

Vandrerliv er en dansk dokumentarfilm fra 1937 instrueret af Erling Bitsch.

## Handling
Dansk Vandrelaugs Aarhusafdeling arrangerer weekendtur til Ebeltoft og Djursland. Lørdag den 28. august 1937 cykler en flok unge fra Aarhus til Djursland og ankommer til overnatning på vandrehjem med solnedgang og bålhygge i den lune sensommeraften. Næste dag står den på vandretur i det kuperede landskab efter morgengymnastik, havbad og efterfølgende havregrød i spisesalen. Der er frokostpause midt på dagen, og der bliver også tid til at efterse 'skader' på bentøjet - førstehjælpskassen med plaster og bandager er medbragt. Efter en lang dag på vandrestierne går turen tilbage til Aarhus på cykler.